# Dissosaccus laevis
Dissosaccus laevis är en plattmaskart. Dissosaccus laevis ingår i släktet Dissosaccus och familjen Hemiuridae. Inga underarter finns listade i Catalogue of Life.